# Viktor Georgijevics Pugacsov
Viktor Georgijevics Pugacsov (oroszul: Виктор Георгиевич Пугачёв; Taganrog, 1948. augusztus 8.) orosz berepülőpilóta, róla nevezték el a Pugacsov-kobra manővert.
A középiskola után 1966-ban kezdte el tanulmányait a Krasznodari területen lévő Jejszkben működő, Komarovról elnevezett repülőtiszti főiskolát. 1970–1977 között repülő-oktatóként a főiskolán dolgozott, ahol Szu–7 vadászrepülőgépekre képezte ki a növendékeket. 1977-ben tartalék állományba helyezték.
Közben 1976-ban beiskolázták a Szovjetunió Repülőgépipari Minisztériuma berepülő iskolájába, amelyet 1978-ban végzett el. Ezt követően III. osztályú berepülőpilóta minősítést kapott. 1978–1980 között a Gromov Repülőkísérleti Intézetben dolgozott, közben pedig elvégezte a Moszkvai Repülési Főiskolát is. Részt vett a MiG–23, MiG–25 és MiG–31, valamint a Szu–15 és Szu–24 különféle változatainak berepülési programjaiban.
1980-ban II. osztályú berepülőpilóta minősítést kapott. Még ebben az évben a Szuhoj tervezőirodához került berepülőpilótának. 1982-ben ő lett az  Szu–27 berepülési programjának vezető pilótája. A repülőgép speciálisan átalakított változatával, a P–42-vel több repülési rekordot állított fel, így például a 3, 6, 9 és 12 ezer méteren elért sebességi rekordokat. A Szu–27 berepülési programját 1984-ben fejezték be.
Ezt követően a Szuhoj Tervezőirodában elkezdődtek a nyikolajevi (ma: Mikolajiv) hajógyárban épülő első szovjet teljes fedélzetű repülőgép-hordozón rendszeresítendő merevszárnyú repülőgép hajófedélzeti üzemeltetéséhez kapcsolódó kísérletek. Ezekhez a Szuhojnál a Szu–25 és a Szu–27 repülőgépeket használták. 1985-ben befejeződtek az előzetes kísérletek. Az ott szerzett tapasztalatok alapján megépítették a Szu–27 hajófedélzeti változatát, a Szu–27K-t (gyári típusjele T–10K–1), amellyel Pugacsov 1987. augusztus 17-én hajtotta végre az első felszállást. 1989. november 1-jén pedig ezzel a repülőgéppel első alkalommal szállt le a később Admiral Kuznyecovra átnevezett Tbiliszi repülőgép-hordozó fedélzetére. A sikeres hajófedélzeti kísérletek után a repülőgép a Szu–33 típusjelzést kapta, és elkezdték a sorozatgyártást az Amur menti Komszomolszkban működő repülőgépgyártó termelési egyesülésnél.
1989-ben Pugacsov repülte a Le Bourget-n bemutatott Szu–27-t, ez volt a típus első külföldi bemutatkozása. Ugyanebben az évben, április 28-án Zsukovszkijban szakemberek előtt bemutatta a Szu–27-tel a nagy állásszöggel végrehajtott dinamikus fékezést (kobra-manőver), amelyet később róla Pugacsov-kobrának neveztek el.

## Külső hivatkozások
- Viktor Pugacsov életrajza a Szuhoj tervezőiroda honlapján (oroszul)